# II. Henrik sogorbi herceg
II. Henrik (Calatayud, 1445. november 11./12. – Castelló d'Empúries, 1522. július 22. után), mellékneve: Szerencsés, spanyol: Enrique de Aragón y Pimentel, conocido como el Infante Fortuna, katalán: Enric II d'Aragó i de Pimentel, conegut per "Infant Fortuna", aragóniai királyi herceg, Sogorb (Segorbe) ura, grófja, majd hercege, Empúries grófja, Valencia és Katalónia helytartója. A Trastámara-ház aragóniai királyi ágának a tagja. Apja halála után jött a világra.

## Élete

Henrik herceg címere

Édesapja I. Henrik villenai herceg, I. Ferdinánd aragón király és Kasztíliai Eleonóra alburquerquei grófnő harmadszülött fia. Édesanyja Pimentel Beatrix, Benavente grófnője. Apja még azelőtt meghalt, hogy fiát láthatta volna, és ezért a kisfiút kortársai a Szerencsés jelzővel illették.
Első jegyese elsőfokú unokatestvére, Johanna kasztíliai infánsnő, IV. Henrik kasztíliai király és Portugáliai Johanna kasztíliai királyné lánya volt. 1474-ben váratlanul meghalt Johanna kasztíliai hercegnő apja, IV. Henrik, és miközben IV. Henrik húgát, Izabellát királlyá kiáltották ki rögtön, Johanna infánsnőt királynak ismerte el Burgos, León, Madrid, Toledo, Alcalá de Henares és Sevilla. Az ország két részre szakadt, és polgárháború kezdődött a két királynő hívei között. Szerencsés Henrik pedig visszalépett a házassági ajánlattól, miután 1475-ben a Cortes társuralkodónak ismerte el Izabella férjét, Aragóniai Ferdinándot, így Aragónia nyíltan Izabella mellé állt.

## Gyermekei
- Feleségétől, Bragança Guiomartól (1470 körül–1516), Faro grófnőjétől, I. János portugál király ükunokájától, 3 gyermek:
  - János (1488–1490) aragón királyi herceg
  - Alfonz (1489–1562) aragón királyi herceg, I. Alfonz néven Sogorb (Segorbe) hercege, felesége Johanna (1506 körül–1564), Cardona hercegnője, 12 gyermek+1 természetes gyermek
  - Izabella (1491–?) aragón királyi hercegnő, férje Iñigo Lopez de Mendoza (1493–1566), El Infantado hercege, utódok